# Donald Trumps första presidentskap
Donald Trump svors in som den 45:e presidenten av USA kl 12 EST den 20 januari 2017, då han efterträdde Barack Obama. I presidentvalet 2016 ställde Trump upp för det republikanska partiet, och ställdes mot demokraternas kandidat Hillary Clinton. Trump vann presidentvalet den 8 november 2016 efter att ha vunnit flest delstater, totalt 304 mot 227 av elektorsrösterna. Clinton vann emellertid antalet röster i USA totalt, med cirka 66 miljoner röster (48 procent) mot Trumps cirka 63 miljoner röster (46 procent). Trump blev den femte presidentkandidaten i USA:s historia som vunnit ett presidentval utan att ha fått flest antal röster (senast även Bush 2000). Opinionsundersökningar har visat att Trump under det första året av hans presidentskap är den minst populära presidenten i modern historia. Han var den näst mest beundrade mannen bland amerikaner i Gallups mätning 2018, före bland andra George W. Bush, Bill Gates, Elon Musk, Påve Franciskus och Dalai lama. Endast Barack Obama var mer beundrad (19 mot 13 procent).
Under tiden som USA:s president har Trump genomfört flera av sina vallöften. Inrikespolitiskt har han har utsett Neil Gorsuch och Brett Kavanaugh till nya domare i USA:s högsta domstol. Efter prövning i USA:s högsta domstol infört restriktioner i immigrationspolitiken från bland annat Syrien och Somalia. Genomfört den största skattereformen med skattelättnader för hushåll och företag sedan Ronald Reagan under 1980-talet. Gjort ett förslag om betald föräldraförsäkring. Utlyst drogberoendet av opioider som en nationell hälsokris. Genomfört en fängelsereform som fått brett stöd över partigränserna. Förstärkt gränsstängslet mot Mexiko. Arbetslösheten har sjunkit till de lägsta nivåerna sedan 1969 under Trumps första två år som president och landets BNP har ökat. Utrikespolitiskt har han beordrat missilattacker mot mål i Syrien som svar på Bashar al-Assads användning av kemiska vapen i Syriska inbördeskriget. Lämnat avtalet om kärnkraft med Iran och återinfört ekonomiska sanktioner mot landet. Erkänt Jerusalem som Israels huvudstad och flyttat den amerikanska ambassaden dit. Haft en hård retorik mot Kina för vad han menar varit orättvisa handelsvillkor, samt mot Nordkoreas högste ledare Kim Jong-un för deras kärnvapenprogram, vilket ledde till att de träffades vid ett toppmöte i Singapore, som var det första någonsin mellan en amerikansk president och en nordkoreansk ledare. Vid mötet signerades en preliminär överenskommelse om kärnvapennedrustning på Koreahalvön. Omförhandlat NAFTA-avtalet och slutit det nya frihandelsavtalet USMCA med Kanada och Mexiko.
Trump har fått massiv kritik som president. I samband med hans installation ägde en internationell protest rum. Förmodade kopplingar till Ryssland under presidentkampanjen 2016 utreddes i närmare två år utan att bevis mot honom hittades. Hans beslut att flytta USA:s ambassad i Israel har lett till diplomatiska fördömanden, hans hårda retorik mot Nordkorea har kritiserats och USA lämnade Parisavtalet och Världshälsoorganisationen (WHO) på Trumps begäran har fått kritik.
Den 18 december 2019 blev Trump den tredje presidenten i amerikansk historia att ställas inför riksrätt av representanthuset. Den 13 januari 2021 blev han den förste amerikanske presidenten som ställts för riksrätt två gånger.

## Inför presidentskapet

### Presidentkampanjen 2016

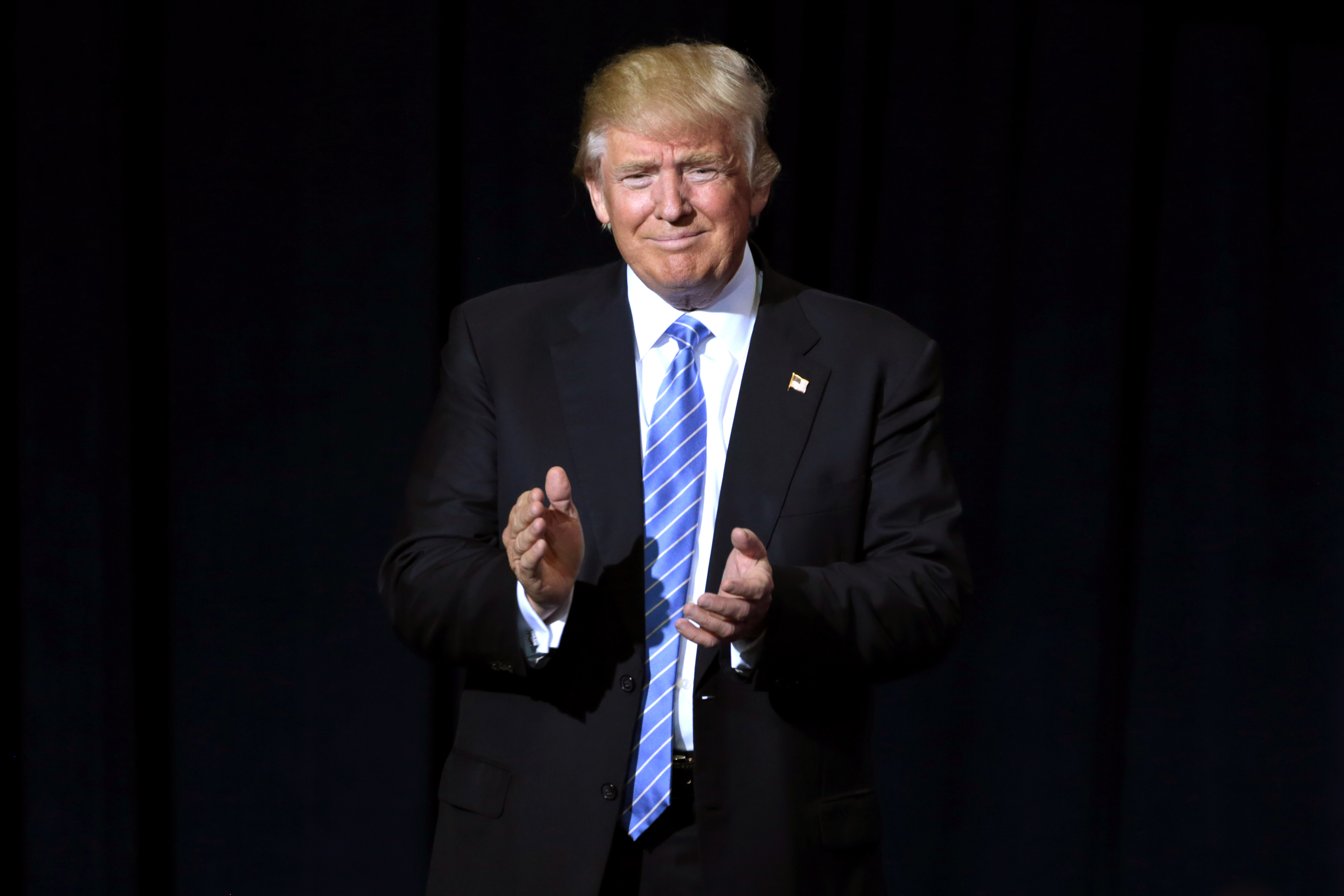
Trump under sin presidentkampanj i Phoenix i Arizona den 31 augusti 2016.

Den 16 juni 2015 under ett tal i Trump Tower i New York tillkännagav Trump att han ställer upp i presidentvalet 2016 som en av kandidaterna i republikanernas primärval. I talet fokuserade Trump på frågor som illegal immigration från Mexiko, det växande drogberoendet, arbetslöshet, offshoring av amerikanska jobb till särskilt Kina, den växande statsskulden och terrorhoten från ISIS, vilka alla senare kom att bli centrala teman i Trumps valkampanj. Han presenterade också sin kampanjslogan "Make America Great Again", en slogan som tidigare använts av republikanen Ronald Reagan i samband med presidentvalet 1980.

#### Primärvalet
Sommaren 2015 påbörjade Trump sin primärvalskampanj. Trump var en av 17 republikanska presidentkandidater, vilket är rekord i antal kandidater under ett primärval i ett amerikanskt politiskt parti. Trump deltog i elva av de tolv republikanska primärvalsdebatterna, vars tittarsiffror slog rekord. Under primärvalen väckte Trump stor uppmärksamhet genom många utspel och uttalanden om till exempel statsskulden, Kina, arbetslöshet, illegal immigration och terrorism. Han var tidigt en av de mest populära republikanska kandidaterna i opinionsmätningarna. Yougovs opinionsmätning som publicerades den 9 juli 2015 var den första större opinionsmätningen som visade att Trump hade ledningen i det republikanska primärvalet.
I juni 2015 sade mediebolaget NBC upp samarbetet med Trump, efter att han gjort ett kontroversiellt uttalande om mängden illegala immigranter från Mexiko. I och med detta slutade TV-kanalen att sända de Trump-ägda skönhetstävlingarna Miss Universum, Miss USA och Miss Teen USA. Trump ledde vid tidpunkten även NBC:s dokusåpa The Apprentice men efter uttalandena sade NBC upp även detta kontrakt med honom. Vidare meddelade den latinamerikanska TV-kanalen Univision, som sänder skönhetstävlingarna, att de bryter avtalet med Trump och inte kommer att sända tävlingarna i fortsättningen. Detta ledde till att Trump i september 2015 sålde skönhetstävlingarna. Den 30 juni 2015 stämde Trump TV-kanalen Univision för förtal och avtalsbrott. I februari 2016 lades processen ned efter att parter gått med på förlikning i fallet.

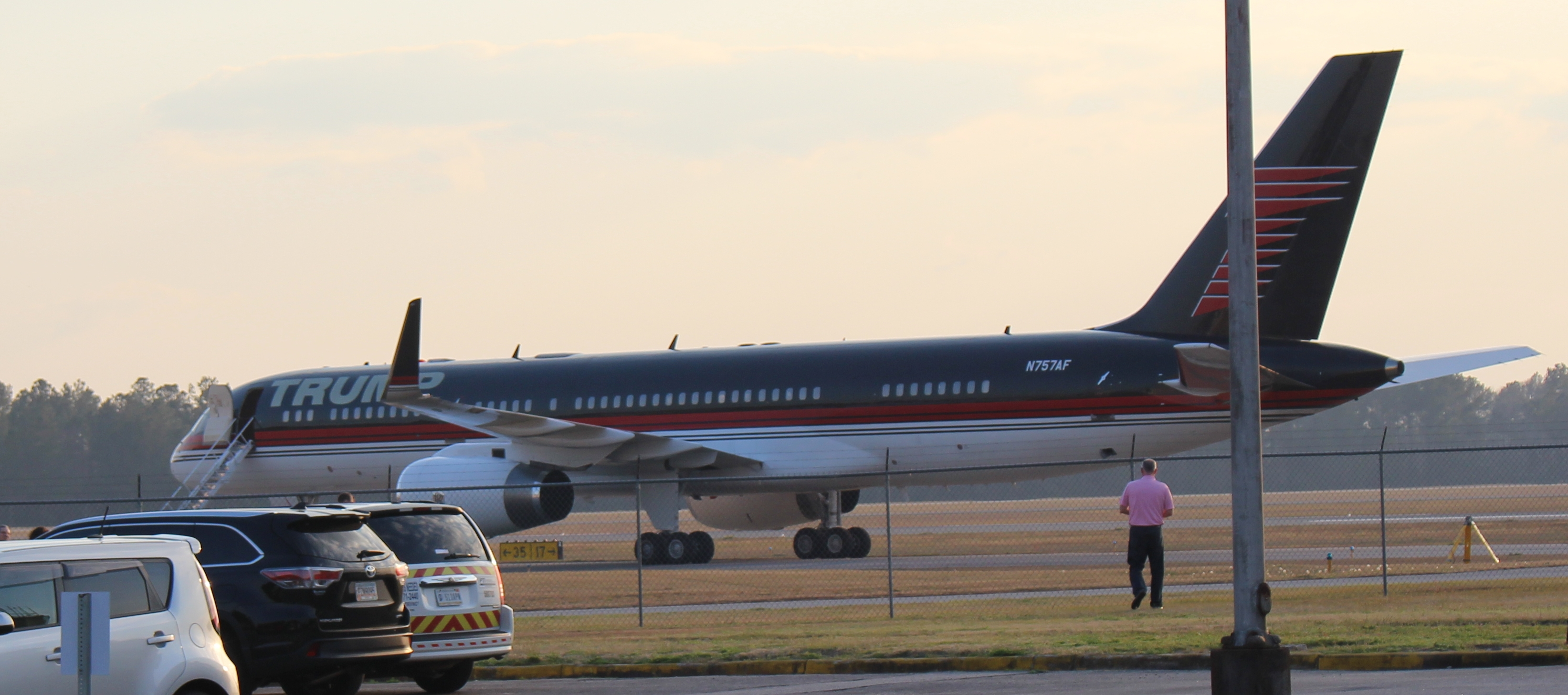
Trumps Boeing 757, som gick under smeknamnet "Trump Force One", under presidentkampanjen.

Den 3 november 2015 lanserade Trump sin kampanjbok Crippled America: How to Make America Great Again. Samtliga intäkter från boken gick till välgörenhet. Boken låg på The New York Times bästsäljarlista i 13 veckor och debuterade som nummer 5 på listan. Mellan januari och mars 2016 såldes över 67 000 exemplar av boken, vilket gjorde den till den bäst säljande kampanjboken under årets första kvartal bland samtliga amerikanska presidentkandidater 2016.
Efter terrordåden i Paris i november 2015 uttalade sig Trump om att vilja införa ett inreseförbud för muslimer till USA i syfte att motverka potentiella terrorattacker. Uttalandet möttes av kritik och protester över hela världen, exempelvis i Storbritannien startades en namninsamling för att förbjuda Trump från att resa in i landet. Namninsamlingen fick över 150 000 underskrifter och togs upp till debatt i det brittiska underhuset. I Turkiet krävde den turkiska presidenten Recep Tayyip Erdoğan att Trumps namn skulle tas bort från Trump Towers i Istanbul. Senare tog Trump tillbaka delar av uttalandet och poängterade att detta förbud endast borde riktas mot muslimer från länder med utbredd terrorism. I kampanjen mot att bli det republikanska partiets presidentkandidat gick dock Trump fortsatt starkt. Den tidigare förhandsfavoriten Jeb Bush drog tillbaka sin kandidatur den 20 februari 2016 och därefter Marco Rubio den 15 mars. När Trump vann delstaten Indiana den 3 maj och Ted Cruz därmed drog tillbaka sin kandidatur, stod det i praktiken klart att Trump skulle vinna primärvalet.
Under ett kampanjmöte och tal i Las Vegas i Nevada den 18 juni utsattes Trump för ett mordförsök. Ingen kom till skada och gärningsmannen övermannades av polis som fanns på plats.
Under det republikanska partiets nationella konvent i Quicken Loans Arena i Cleveland i Ohio den 21 juli 2016 blev Trump formellt vald till republikanernas presidentkandidat. Trump fick flest antal primärvalsröster (cirka 14 miljoner) i det republikanska partiets historia. Tonen under kampanjen hade dock varit hätsk vilket gjorde att det samtidigt fanns motstånd mot Trump inom delar av partiet, främst inom det republikanska etablissemanget.

#### Presidentvalet

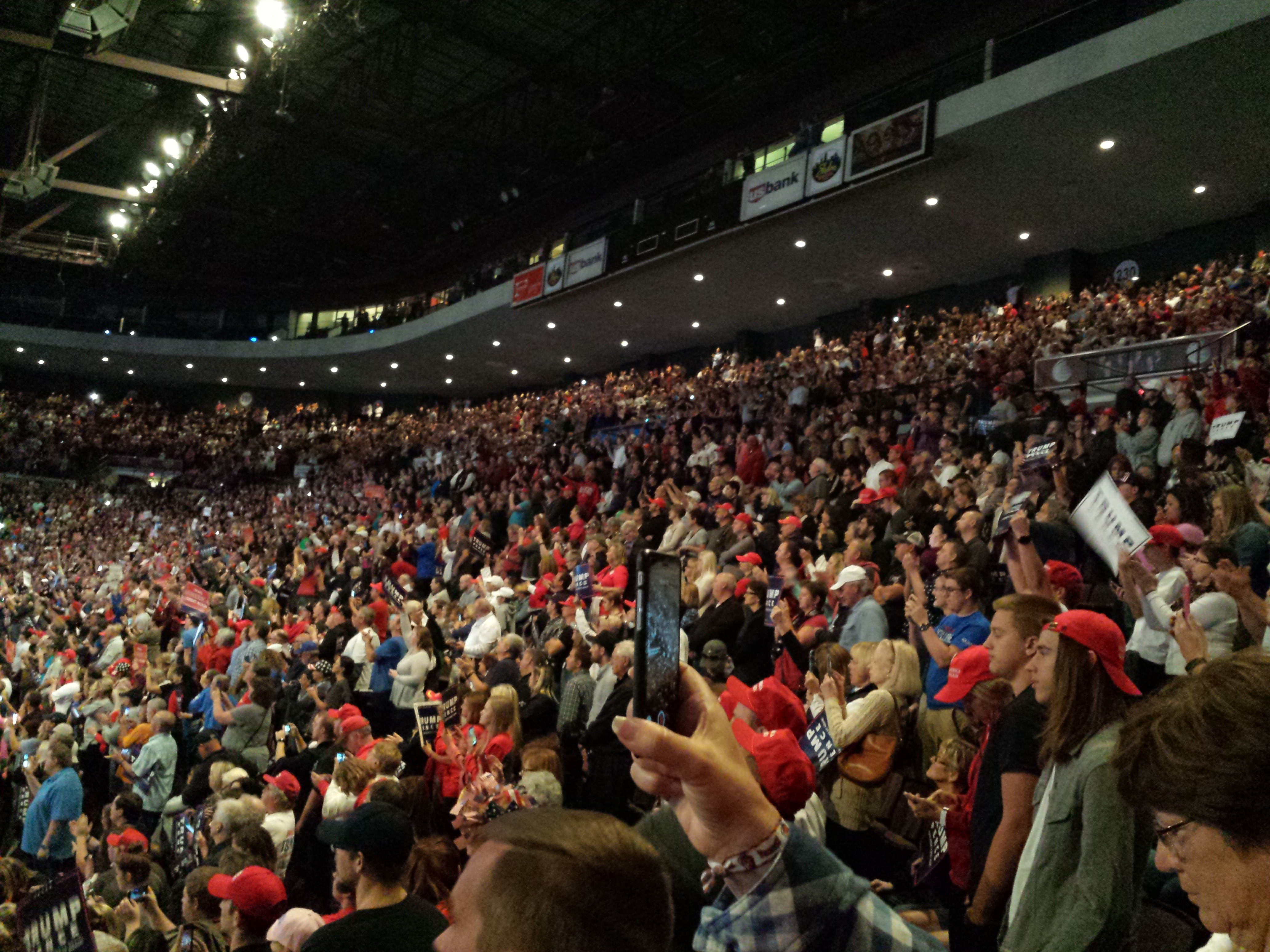
Kampanjmöte för Trump i US Bank Arena i Cincinnati i Ohio den 13 oktober 2016.

Efter att ha vunnit republikanernas primärval valde Trump den 15 juli 2016 juristen och Indianas guvernör Mike Pence som sin vicepresidentkandidat. Trumps motståndare i presidentvalet var USA:s tidigare utrikesminister Hillary Clinton, som var demokraternas presidentkandidat. Den 26 september ställdes Trump mot Clinton i den första av de tre presidentvalsdebatterna. Debatten slog rekord som den mest sedda presidentvalsdebatten i USA:s historia med en tv-tittarsiffra på 84 miljoner (tittare via livestream på Internet ej inkluderade). Det tidigare rekordet låg på 80,6 miljoner tittare, vilket den första debatten i presidentvalet 1980 mellan Ronald Reagan och Jimmy Carter hade.
Under presidentvalet var tonen mellan Trump och Clinton stundtals hätsk. Till exempel under ett kampanjtal i New York den 9 september 2016 gjorde Clinton ett kontroversiellt och uppmärksammat uttalande om Trumps supportrar då hon kallade dem för "deplorables" (svenska "förtappade") och beskrev dem som rasister, sexister, homofober, xenofober och islamofober. Dagen därpå bad Clinton om ursäkt och meddelade att hon ångrar delar av uttalandet. Benämningen "deplorables" började senare att användas som en pik till Clinton av både Trump och hans anhängare. Trumpanhängare menade att de i så fall var "deplorable and proud". Den 7 oktober, två dagar före den andra presidentvalsdebatten, var Trump inblandad i en skandal tillsammans med Billy Bush. Detta efter att The Washington Post publicerat en inspelning med Trump och Billy Bush från 2005. På bandet hör man Trump, tillsammans med Bush, skryta om att kyssa kvinnor och hur han tar på kvinnors könsorgan. Trump nämner även hur han vid ett tillfälle försökt förföra en gift kvinna. Trumps språk på inspelningen beskrevs av media som "vulgärt" och "sexistiskt". Händelsen fick honom att göra sin första offentliga ursäkt under valkampanjen.
Trump höll hundratals välbesökta kampanjmöten och kampanjtal redan under primärvalssäsongen. Mellan juni 2016 och fram till valdagen den 8 november 2016 höll Trump totalt 138 kampanjmöten och kampanjtal med tusentals besökare vid varje möte. Från 20 oktober fram till valdagen höll Trump minst ett (oftast fler) kampanjmöte med kampanjtal varje dag. De två sista dagarna före presidentvalet, den 6 november och 7 november, höll Trump fem kampanjmöten med kampanjtal per dag i totalt tio olika städer och åtta olika delstater.

Valresultat utifrån USA:s countyn. Trump röd, Clinton blå.

Under valnatten mellan den 8 november och 9 november utropades Trump till segrare över demokraternas kandidat Hillary Clinton och som USA:s nästa president, efter att ha vunnit delstater motsvarande mer än 270 elektorsröster. Totalt vann Trump 306 av de 538 elektorsrösterna. Trump blev bland annat den första republikanska kandidaten sedan George H.W. Bush i presidentvalet 1988 att vinna delstaterna Pennsylvania och Michigan, samt den första sedan Ronald Reagan i presidentvalet 1984 att vinna Wisconsin. Trump vann rösterna i 2626, och Clinton i 487, av USA:s countyn. Clinton vann dock den så kallade "popular vote" (antalet röster i USA totalt), med cirka 66 miljoner röster (48 procent) mot Trumps cirka 63 miljoner röster (46 procent). Hälften av dessa drygt 3 miljoner fler röster som Clinton fick kom från fem countyn i New York. Trump blev därmed den femte presidentkandidaten i USA:s historia som vunnit ett presidentval utan att ha fått flest antal röster (tidigare även John Quincy Adams 1824, Rutherford B. Hayes 1876, Benjamin Harrison 1888 och George W. Bush 2000. Det är även osäkert huruvida John F. Kennedy 1960 vann antalet röster). I och med segern blev Trumps kampanjchef Kellyanne Conway den första kvinnliga kampanjchefen att leda en framgångsrik presidentvalskampanj.
Den 19 december lade elektorskollegiet sina röster och Trump blev formellt vald till USA:s nästa och 45:e president.

#### Efter presidentvalet
Efter presidentvalet hölls demonstrationer i flera amerikanska städer (särskilt i Kalifornien och New York) mot valresultatet och Trump. Till exempel vid University of California, Berkeley anordnade studenter en protestmanifestation på campus där hundratals studenter deltog och skanderade "Not our president". På Twitter användes hashtagen "Not my president" cirka en halv miljon gånger dagen efter valet. Även internationellt i bland annat Kanada, Australien, Storbritannien, Tyskland och Belgien ägde demonstrationer rum.
Den amerikanska dollarn steg kraftigt på börsen efter Trumps valseger. Den 16 december 2016 var dollarn uppe på sin högsta nivå sedan 2002. I en jämförelse mot det brittiska pundet var dollarn uppe på sin högsta nivå sedan 1985.

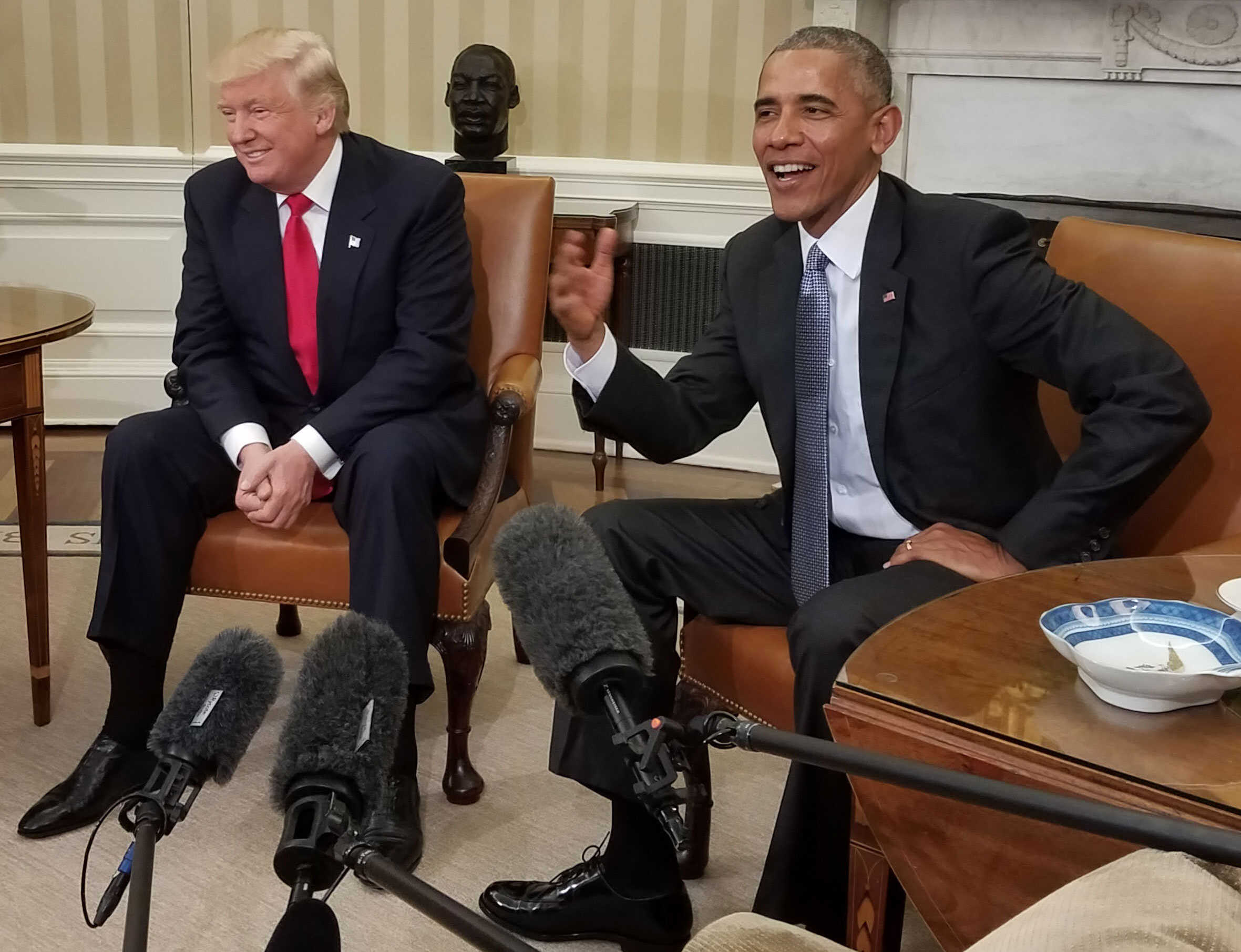
Donald Trump och Barack Obama under mötet i Vita huset den 10 november 2016.

Den 10 november 2016 mötte Trump president Barack Obama i Vita huset för att diskutera Trumps maktövertagande och transition inför installeringen som USA:s 45:e president den 20 januari 2017. Trump presenterade därefter, den 22 november 2016 via sin Youtubekanal, en plan med prioriteringarna för sina 100 första dagar som president. Planen innefattade bland annat att USA ska dra sig ur frihandelsavtalet Trans-Pacific Partnership, att försvarsdepartementet ska utveckla en plan för att skydda USA mot cyberattacker och att införa en karantänsperiod på fem år för tidigare amerikanska politiker att arbeta som lobbyister samt ett livstidsförbud mot att arbeta som lobbyist för ett annat land.
Den 2 december 2016 samtalade Trump med den taiwanesiske presidenten Tsai Ing-wen. Detta väckte stor uppmärksamhet i media eftersom ingen amerikansk president eller tillträdande president hade samtalat med en ledare från Taiwan sedan 1979, då USA bröt de diplomatiska relationerna med Taiwan på grund av Taiwans politiska status och förhållande till Kina.
Trump genomförde en tackturné med nio stopp (i delstaterna Ohio, North Carolina, Indiana, Louisiana, Michigan, Wisconsin, Pennsylvania, Florida, Alabama) efter presidentvalet. Tackturnén inleddes den 1 december 2016 då han höll tal i U.S. Bank Arena i Cincinnati i Ohio. Turnén avslutades den 17 december 2016 med tal i Mobile i Alabama.
Den 7 december 2016 utsågs Trump till Times Person of the Year. Priset går till den som anses ha haft störst påverkan på världen under det år som gått. Trump blev även utsedd till Financial Times Person of the Year. Hashtagen "maga" (en förkortning av Trumps kampanjslogan "Make America Great Again") utsågs i Times lista "The Year in Hashtags" till november månads hashtag. Trump var även årets mest googlade person i 88 länder under 2016. Trump placerade sig på andraplats, efter ettan Vladimir Putin, i Forbes lista över världens mäktigaste personer 2016.
Den 11 januari 2017 i Trump Tower höll Trump sin första presskonferens efter valsegern. Han bekräftade bland annat att hans söner Donald Jr. och Eric Trump kommer att ta över ledningen av konglomeratet Trump Organization och att de inte kommer att göra några utländska affärer under Trumps presidenttid.

### Presidentkampanjen 2020
Trump berättade i en intervju med The Washington Post i januari 2017 att hans kampanjslogan i mellanårsvalet 2020 kommer att vara "Keep America Great". Trump höll sitt första kampanjmöte och kampanjtal den 18 februari 2017 i Melbourne i Florida. I januari 2018 hade Trumps omvalskommitté samlat in 22,1 miljoner dollar.
Trump vägrade länge erkänna valresultatet, försökte inleda juridiska processer för att ändra på det, och talade om att valet stulits. Efter att kongressen stormats av hans anhängare och han hotades bli avsatt med mindre än två veckor kvar av mandatperioden, mildrades dock tonen och han satte inte längre käppar i hjulen för övergången. Som första avgående president på över 150 år närvarade han dock inte vid installationsceremonin.

## Presidentskap (2017–2021)

### Installation

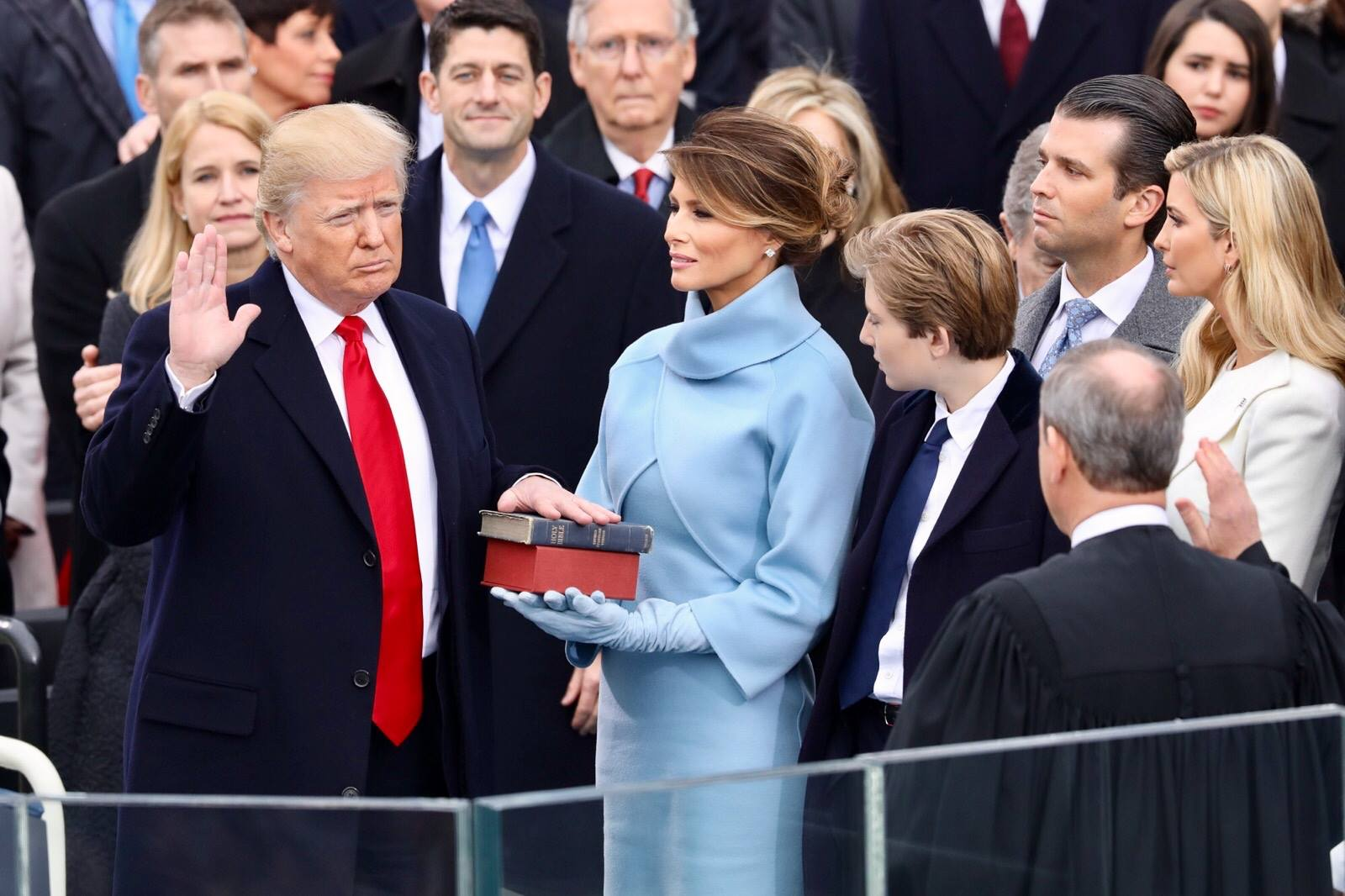
Donald Trump svär presidenteden vid sin installation den 20 januari 2017.

Trump installerades som USA:s 45:e president den 20 januari 2017 med Mike Pence som vicepresident. Trump svors in på Kapitoliums västra framsida med The Lincoln Bible och sin egen personliga Bibel från sin barndom.
I en intervju med 60 Minutes efter valsegern meddelade Trump att han inte kommer att ta ut någon presidentlön. Tillsammans med Herbert Hoover och John F. Kennedy är han därmed den tredje amerikanska presidenten i historien som tackat nej till presidentlönen. Vid sin installation blev Trump även den äldsta nytillträdande presidenten (tidigare Ronald Reagan) samt den president med störst privat förmögenhet (tidigare George Washington) i USA:s historia. Trump blev den första amerikanska president som saknade både politisk och militär erfarenhet. Han blev den tredje presidenten (tidigare Bill Clinton och George W. Bush) som är född 1946, vilket därmed är det årtal som flest antal presidenter varit födda. Vidare blev han den tredje presidenten som lyckats vinna ett presidentval utan att vinna sin födelseorts delstat (New York) och den femte som vunnit presidentvalet utan att ha fått flest antal röster. Trumps hustru Melania Trump blev den andra första damen någonsin (tidigare Louisa Adams) som är född utanför USA eller landets föregångare, de brittiska kolonierna i Amerika. Hon är även den första som inte har engelska som modersmål.

### Första 100 dagarna

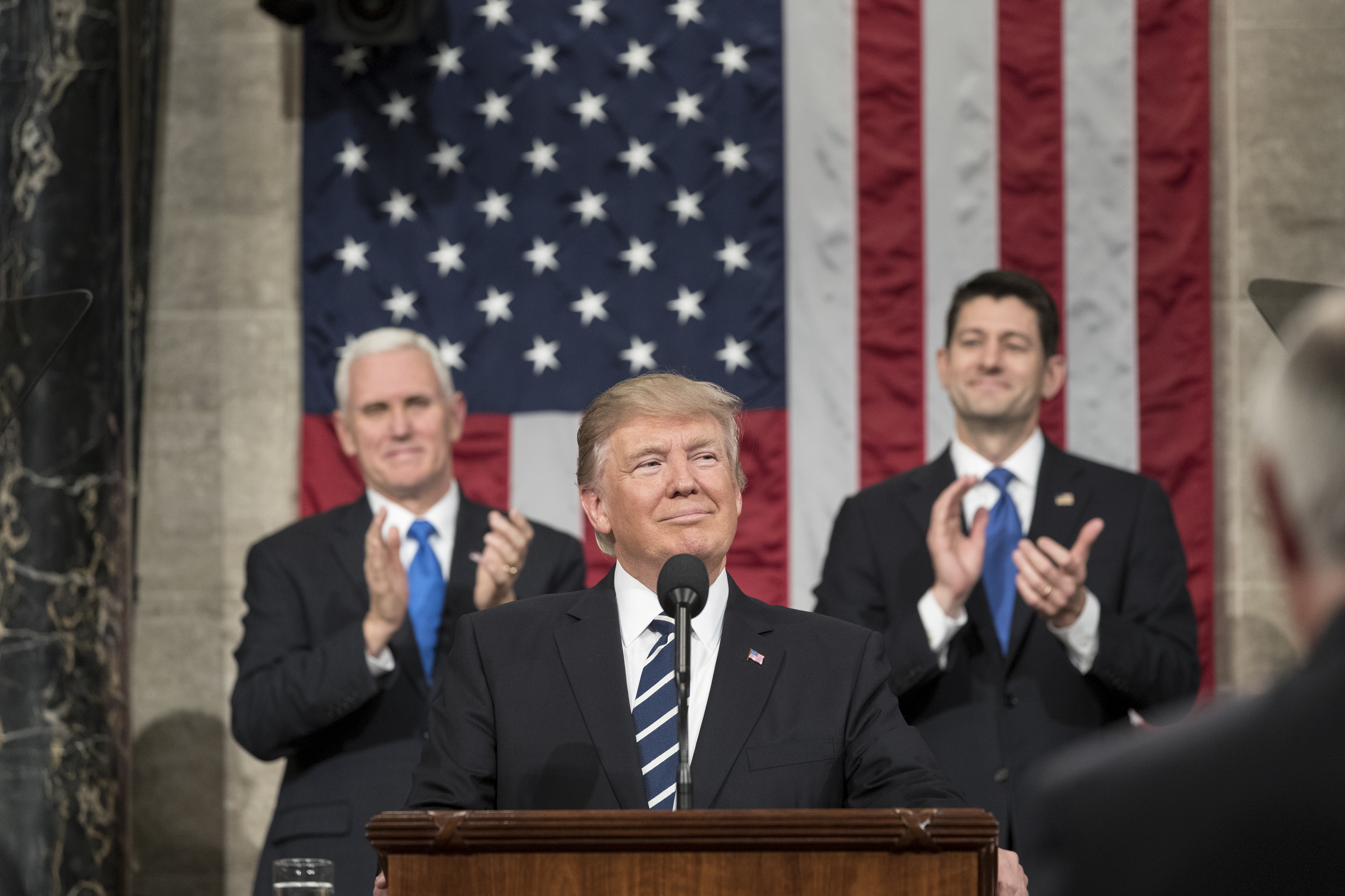
Donald Trump under talet inför USA:s samlade kongress den 28 februari 2017. I bakgrunden syns vicepresident Mike Pence och talman Paul Ryan.

Under eftermiddagen efter presidentinstallationen den 20 januari 2017 skrev Trump under sin första presidentorder (nummer 13765), en order som inledde  reformeringen av sjukvårdsförsäkringssystemet Obamacare. Dagen därpå gjorde Trump sitt första myndighetsbesök som president då han besökte CIA:s huvudkvarter i Langley i Virginia. Den 23 januari, under sin första officiella arbetsdag som president, skrev Trump under ytterligare tre presidentordrar inom områden som han hade lovat under presidentkampanjen. Bland annat en presidentorder som innebar att USA lämnade förhandlingarna om frihandelsavtalet Trans-Pacific Partnership. Totalt signerade Trump sex stycken presidentordrar under sin första vecka som president.
En av Trumps främsta framgångar under sina första 100 dagar var senatens godkännande av hans nominering av Neil Gorsuch som domare i USA:s högsta domstol den 7 april. Trump nominerade Gorsuch till att överta den tomma stolen efter Antonin Scalia den 30 januari. Med undantag av Robert Lighthizer (nominerad som handelsrepresentant) var samtliga av Trumps kabinettsnomineringar godkända inom de första 100 dagarna. Trump avskedade även en kabinettsmedlem inom sina första 100 dagar, den nationella säkerhetsrådgivaren Michael T. Flynn som avskedades den 13 februari (efter 24 dagar på posten) efter att det kommit till offentlig kännedom att han ljugit för vicepresident Pence om telefonsamtal som han haft med Rysslands FN-ambassadör Sergej Kisljak i december 2016. Ett par dagar senare svors H.R. McMaster in som ny nationell säkerhetsrådgivare. Bland andra inrikespolitiska händelser som kännetecknade Trumps första 100 dagar kan nämnas hans omdiskuterade immigrationsförbud samt kritik mot medier. Utrikespolitiskt var Trumps beordrande av en missilattack på en syrisk flygbas i Shayrat den 7 april särskilt uppmärksammat. Missilattacken var ett svar på Bashar al-Assads användning av kemiska vapen den 4 april i Syriska inbördeskriget. Trumps första 100 dagar avslutades den 29 april 2017. Under sina första 100 dagar skrev Trump under totalt 30 presidentordrar, vilket är flest presidentordrar under de första 100 dagarna av en nytillträdd president sedan Franklin D. Roosevelt.

### Viktiga tal
Den 24 februari 2017 höll Trump tal vid den årliga Conservative Political Action Conference, och han blev därmed den första sittande presidenten sedan Ronald Reagan att tala vid konferensen. Trump hade talat vid konferensen fyra gånger tidigare (2011, 2013, 2014 och 2015). Han talade på konferensen även 2018.
Den 28 februari 2017 höll Trump sitt första tal inför USA:s samlade kongress i Kapitolium i Washington D.C. Under detta historiska tal lyfte Trump bland annat fram sina kampanjlöften om att genomföra skatteskänkningar, göra satsningar på försvaret och infrastruktur, införa betald föräldraledighet och ett sjukvårdsförsäkringssystem där det är möjligt att teckna försäkring över delstatsgränserna, stoppa "drogdöden" med opioidkrisen i landet, bygga en mur mot Mexiko och återupprätta immigrationslagarna. Vidare poängterade Trump vikten av att demokrater och republikaner bör försöka enas och hitta samsyn i vissa frågor. Trump presenterade även att han gett inrikessäkerhetsdepartementet i uppdrag att bilda en ny myndighet kallad VOICE (Victims of immigration crime engagement), som ska stödja brottsoffer som utsatts för brott som begåtts av illegala migranter. Talet fick goda recensioner och beskrevs som mer optimistiskt och försonande än den populistiska retorik som han gjorde sig känd för under presidentkampanjen.
Den 28 april 2017 talade Trump på lobbygruppen National Rifle Associations årliga konvent i Atlanta i Georgia. Trump blev därmed den första presidenten sedan Ronald Reagan att tala på konventet. Trump framförde hur han värnar medborgares rätt att bära vapen (det andra tillägget i USA:s konstitution). Han talade på konventet även 2018.
Trump höll sitt första tal inför FN:s generalförsamling den 19 september 2017. Särskilt uppmärksammat ur talet blev hans hårda kritik gentemot Nordkoreas högste ledare Kim Jong-Un. Trump underströk i talet hur Nordkoreas kärnvapenprogram måste avvecklas, annars har USA inte något annat val än att slå ut den nordkoreanska regimen.

### Inrikespolitik

#### Ekonomisk politik

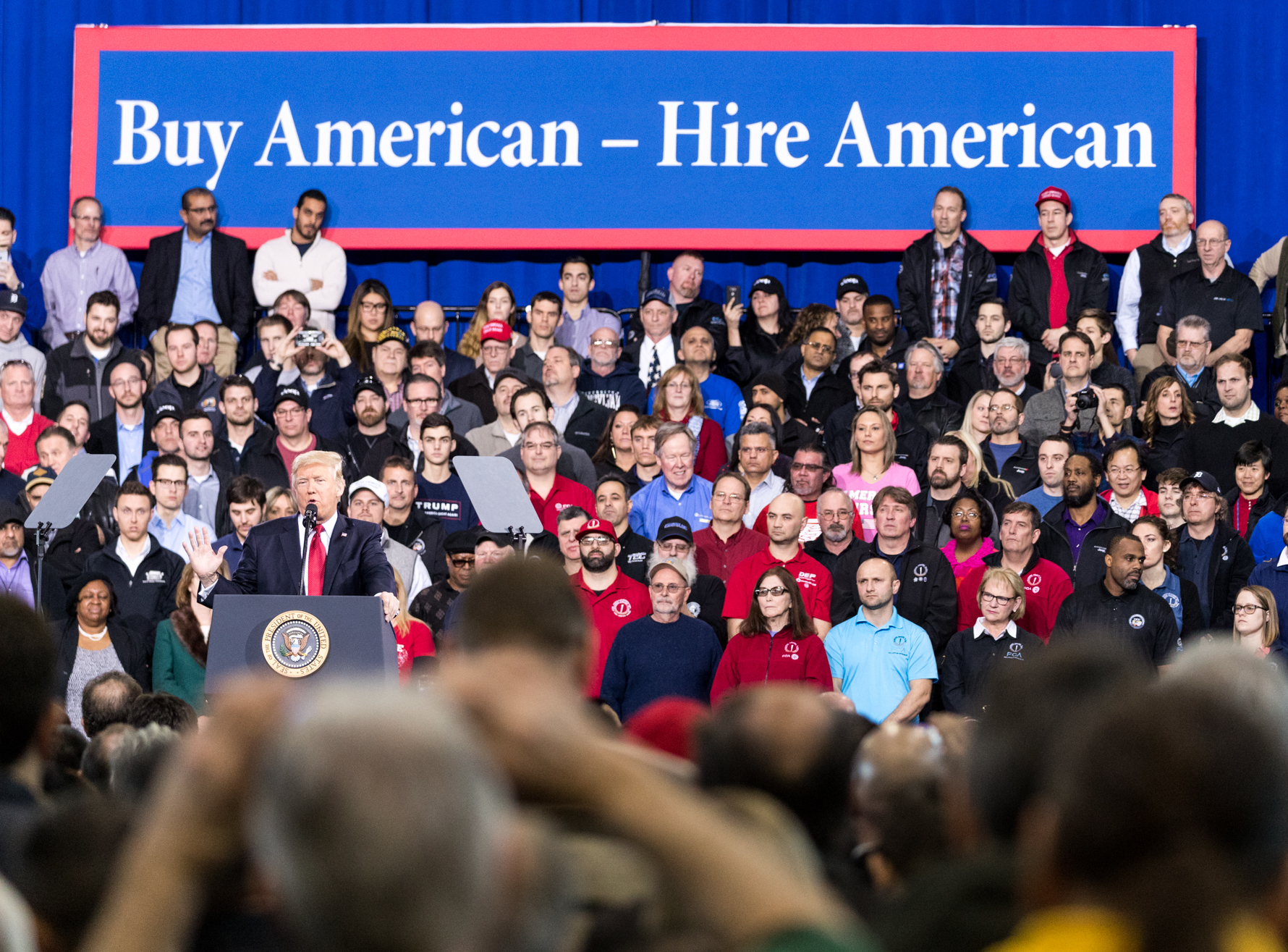
Donald Trump i Michigan i mars 2017.

Trumps ekonomiska politik, ibland benämnt som Trumponomics, kännetecknas av skattesänkningar för hushåll, småföretag och större bolag samt avregleringar inom finanssektorn, byråkrati och av miljöpolicys. Åtgärder som även var centrala vallöften i hans presidentkampanj 2016.
Efter Trumps seger i presidentvalet 2016 steg den amerikanska dollarn kraftigt på börsen. Den 16 december 2016 var dollarn uppe på sin högsta nivå sedan 2002. I en jämförelse mot det brittiska pundet var dollarn uppe på sin högsta nivå sedan 1985. Dollarns framgång på börsen fortsatte under Trumps första år som president.
Under sin första officiella arbetsdag som president den 23 januari 2017 skrev Trump under en presidentorder som innebar att USA lämnade förhandlingarna om det regionala frihandelsavtalet Trans-Pacific Partnership (TPP). Detta var ett vallöfte från Trump, som sedan länge argumenterat för bilaterala frihandelsavtal mellan enskilda länder framför regionala sådana. Den 3 februari 2017 beordrade Trump en översyn av Dodd–Frank Act i syfte att utreda möjligheterna för avregleringar inom finanssektorn.
I ett tal den 1 juni 2017 meddelade Trump att USA ska dra sig ur Parisavtalet, som han menar slår för hårt mot den amerikanska ekonomin i relation till andra länder.
Den 22 december 2017 signerade Trump sin skattereform Tax Cuts and Jobs Act of 2017 (TCJA) efter att den röstats igenom och godkänts i representanthuset och senaten. Detta är den största skattereformen i USA sedan Ronald Reagans skattereform under 1980-talet. Skattereformen TCJA 2017 ger skattelättnader för både hushåll, småföretag och bolag. Även sänkningar av arvsskatten gjordes.
I början av december 2017 noterades de lägsta arbetslöshetssiffrorna (4,1 procent) i USA som helhet på 17 år. När Trump svors in som president i januari 2017 låg arbetslösheten på 4,8 procent. Även de lägsta arbetslöshetssiffrorna (4,7 procent) för latinamerikaner i USA sedan denna typ av mätningar började göras 1973. USA:s BNP ökade under Trumps första år som president. Under det tredje kvartalet 2017 var BNP-ökningen 3,3 procent. Den ekonomiska tillväxten fortsatte under hans andra år som president. Under det andra kvartalet 2018 var BNP-ökningen 4,1 procent. Arbetslösheten fortsatte även att sjunka och var i maj 2018 nere på 3,8 procent, vilket var den lägsta noteringen sedan april 2000 då arbetslösheten också var 3,8 procent. En lägre arbetslöshet än 3,8 procent har inte uppmätts sedan 1969. Även ungdomsarbetslösheten var nere på sin lägsta nivå sedan 2000. I slutet av 2018 var arbetslösheten nere på 3,7 procent, vilket är den lägsta arbetslösheten sedan 1969.

#### Sociala frågor

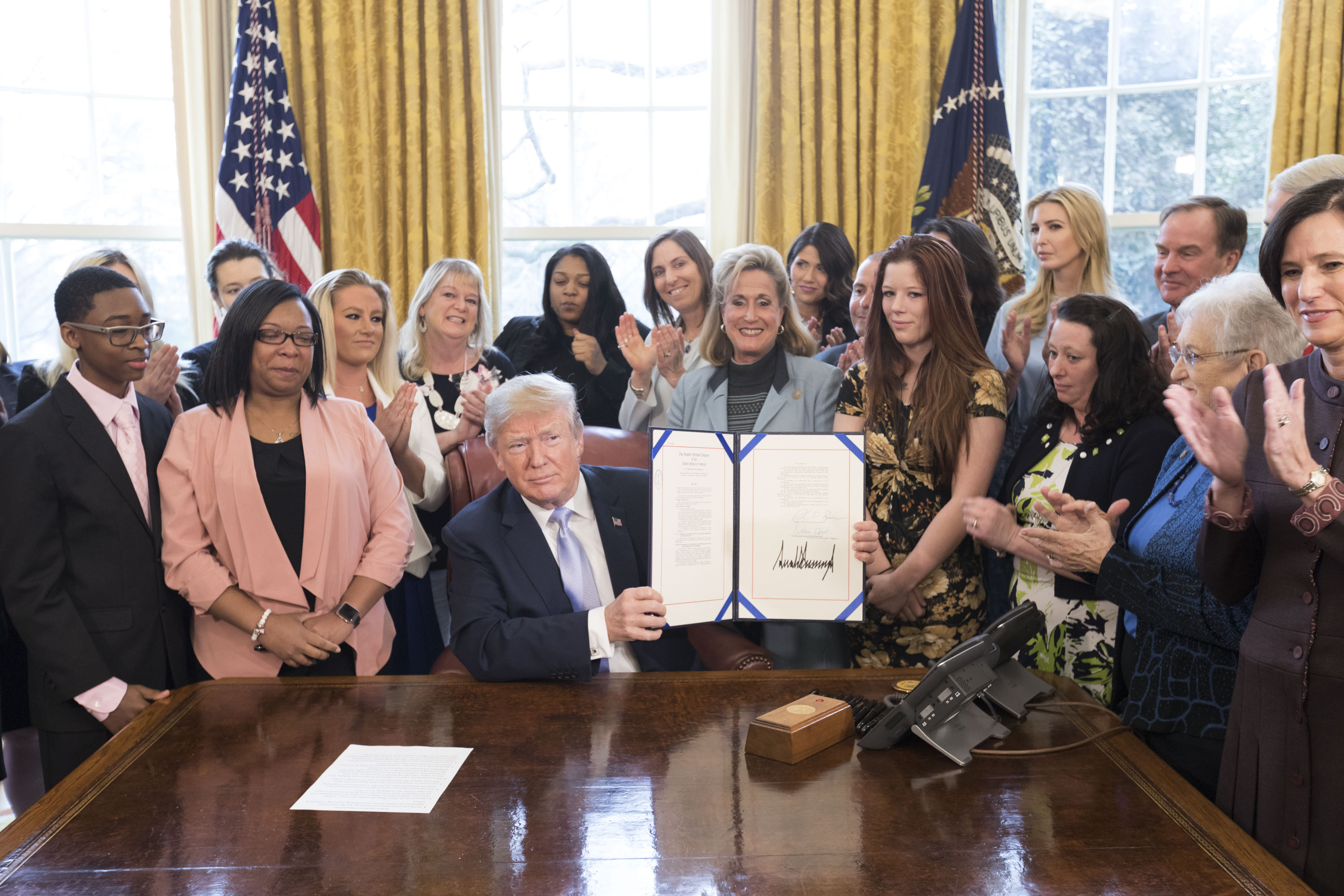
Trump signerar lagen Fight Online Sex Trafficking Act den 11 april 2018.

Trump är den första presidenten som inkluderat betald föräldraförsäkring i sin budget. Detta ger kvinnor och män med ett nyfött eller adopterat barn sex veckors betald föräldraledighet. Betald föräldraförsäkring var ett av hans vallöften under presidentkampanjen 2016, då han tillsammans med Ivanka Trump presenterade en plan för att införa sex veckors betald mammaledighet samt göra utgifter för barnanpassning avdragsgilla.
Trump har tidigare varit för fri abort. Sedan presidentkampanjen 2016 har han dock, i enlighet med republikanernas konservativa linje, beskrivit sig vara för abort endast i fall med våldtäkt, incest eller om det hotar moderns hälsa. Något konkret förslag på området kommer emellertid inte framföras, utan han önskar att möjligheterna att göra abort fortsatt ska bestämmas och regleras på delstatsnivå. Aborträtten varierar således mellan de olika delstaterna i landet. Han är den första republikanska presidenten någonsin att vara för samkönade äktenskap.
Trump signerade INSPIRE Women Act den 28 februari 2017, vilket är en lag som förbinder NASA att arbeta för att inspirera fler kvinnor till utbildningar inom matematik, naturvetenskap och teknik genom bland annat olika mentorskapsprogram.
Den 11 april 2018 signerade Trump ett lagpaket med de två lagarna Fight Online Sex Trafficking Act (FOSTA) och  Stop Enabling Sex Traffickers Act (SESTA) i syfte att stärka möjligheterna att förhindra trafficking samt prostitution via Internet.
Under Trumps presidentskap avlyssnade justitiedepartementen journalister som rapporterade om den ryska iblandningen i Valet 2016.

#### Fängelsereform
Under slutet av 2018 arbetade Trump över partigränserna med en fängelsereform. Detta resulterade i den federala lagen First Step Act, som han skrev under den 21 december 2018. Lagen innebar sänkta minimistraff för en rad narkotikabrott och tog bort regeln om automatisk livstid för personer som döms för tredje gången för narkotikabrott.

#### Hälso- och sjukvård
Ett av Trumps centrala vallöften under presidentkampanjen 2016 var att ersätta sjukvårdsförsäkringssystemet Patient Protection and Affordable Care Act (inofficiellt även kallat Obamacare) med en ny sjukvårdsreform. Kritiken mot Obamacare från Trump och republikanerna grundar sig framför allt i de kraftiga prisökningar på sjukvårdsförsäkringar som skett sedan lagens tillkomst. Detta sägs bland annat bero på de krav som ställs på försäkringsbolag att inte ta ut högre avgifter på försäkringstagare beroende på deras hälsotillstånd, kön och om de exempelvis har en kronisk sjukdom än medborgare utan sådan sjukdom, vilket anses ha medfört att försäkringsbolagen tvingats höja priserna för alla.
Trumpadministrationens första version av ett nytt sjukvårdsförsäkringssystemet, kallat American Health Care Act of 2017 (inofficiellt kallad Trumpcare och Republicare), presenterades den 6 mars 2017. Efter ett par justeringar av reformen röstades den igenom den 4 maj 2017 i USA:s representanthus, men ännu inte av USA:s senat på grund av för lite stöd i senaten.
Den 30 maj 2018 skrev Trump under en federal ”right-to-try”-lag som möjliggör för amerikanska patienter som konstaterats vara obotligt sjuka att under vissa omständigheter få prova nya läkemedel som ännu inte godkänts av ansvarig myndighet Food and Drug Administration.

#### Opioidkrisen
Ett av fokusområdena i Trumps presidentkampanj 2016 var växande opioidkrisen i USA. I oktober 2017 utlyste han epidemin med drogberoendet av opioider som en nationell hälsokris. Den svarta narkotikahandeln från Mexiko är en av orsakerna till att han utlyste ett nationellt nödläge i februari 2019 för att stärka landets gränssäkerhet genom att fortsätta byggandet av en mur längst gränsen mot Mexiko. Första dam Melania Trump arbetar även med opioidkrisen genom sitt initiativprogram "Be Best", vars syfte är att bidra till att förbättra barns vardag och livsvillkor, särskilt i familjer med drogberoende.

#### Gränssäkerhet
Ett av Trumps vallöften var att bygga en mur längs delar av gränsen mot Mexiko för att hantera problem med narkotikahandel, trafficking och illegal invandring. Den 15 februari 2019 utlöste Trump nationellt nödläge enligt National Emergencies Act (1976) för att kunna påbörja byggandet av muren. Nödläget röstades ned i senaten den 14 mars 2019, men Trump lade in sitt veto mot det beslutet. Detta var första gången Trump använde sin vetorätt som president.

#### Migrationspolitik

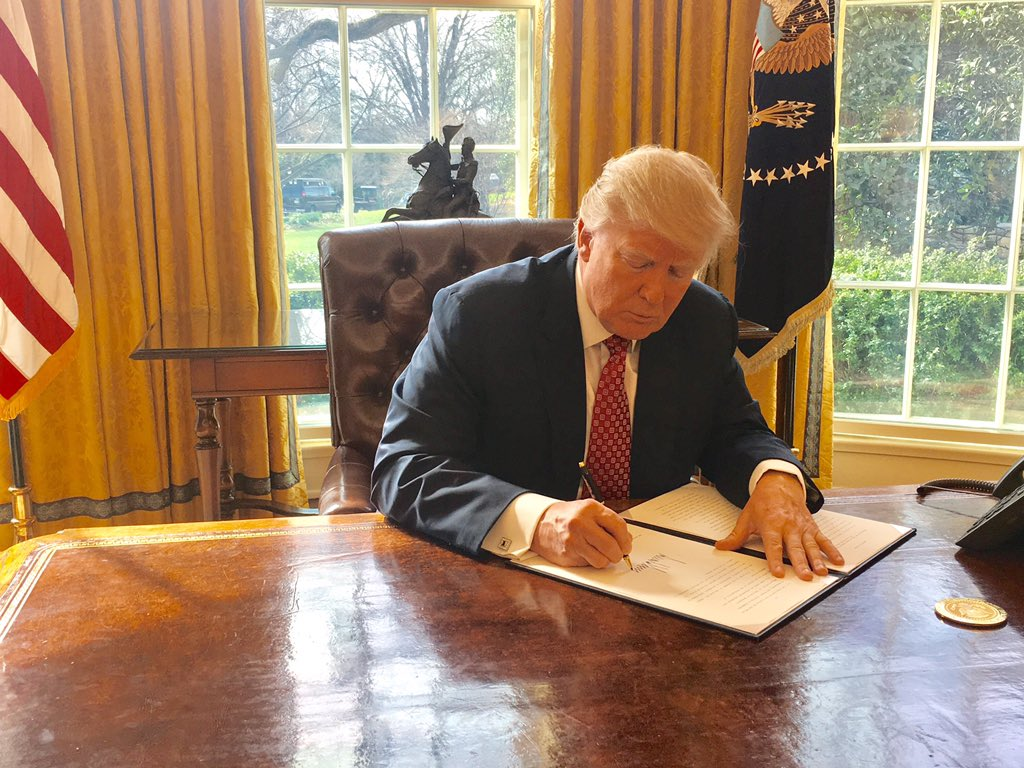
Donald Trump signerar presidentorder 13780 i Ovala rummet den 6 mars 2017.

Den 27 januari 2017 signerade Trump en presidentorder (nummer 13769) som tillfälligt stoppade all immigration till USA från medborgare i länderna Irak, Iran, Libyen, Somalia, Sudan, Syrien och Jemen. Inreseförbudet för medborgare i dessa länder skulle gälla i 90 dagar, medan stoppet av flyktingmottagande från länderna skulle gälla i 120 dagar. Presidentordern var enligt Trump och hans administration ett första steg i att förhindra terroristattacker och öka säkerheten i USA under tiden som Mellanöstern var instabilt med politiska oroligheter. Trump kommenterade presidentordern med att "Vi vill vara säkra på att vi inte släpper in de hot som våra soldater bekämpar". Trumps rådgivare Steve Bannon, som Trump ett par månader senare sparkade efter en längre tid av interna strider och meningsskiljaktigheter, sägs ha varit initiativtagare till beslutet.
Två dagar efter presidentordern släpptes en första opinionsundersökning från Quinnipiac University gällande stödet för inreseförbudet, där 48 procent ansåg sig vara för och 42 procent emot. Samtidigt mötte presidentordern omfattande kritik. Den tillförordnade justitieministern Sally Yates (kvarvarande från Obamas kabinett) skrev den 30 januari ett brev där hon förklarade att Trumps immigrationsförbud var ett försök att förhindra muslimer från att komma in i landet och därför inte borde tillämpas. Trump valde att avskeda henne, vilket ledde till omfattande kritik. Den federala åklagaren Dana Boente (nominerad under president Obama), som tog över rollen som tillförordnad justitieminister efter Yates, argumenterade för att presidentordern var lagenlig. Den 3 februari fattade den federala domaren James Robart i Seattle (nominerad under president Bush) ett beslut som tills vidare stoppade presidentordern. Dagen därpå lämnade Trumps administration och justitiedepartementet in en överklagan till appellationsdomstolen. Överklagan fick avslag. Den 6 mars skrev Trump under en ny presidentorder (nummer 13780), som var justerad utifrån domstolsbeslutet (medborgare från Irak omfattades inte längre) och ersatte den stoppade ordern. Dagen innan presidentordern skulle börja gälla stoppades den emellertid av den federala domaren Derrick Watson i Hawaii (nominerad under president Obama). Watson menade att förbudets andemening fortfarande var att rikta ett förbud mot muslimer snarare än att försöka förhindra terrorism. Detta resulterade i att frågan togs upp i USA:s högsta domstol den 26 juni 2017, där omröstningen slutade 9–0 till förbudets fördel och presidentordern bedömdes således vara i enlighet med USA:s konstitution, varpå den trädde i kraft.

#### Coronapandemin
Coronaviruspandemin 2019–2021, som startade i Wuhan i Kina, började härja under sista året av Trumps första mandatperiod. Den 21 januari 2020 fick USA sitt första konstaterade fall av viruset. Den smittade hade nyligen kommit tillbaka efter resa till Wuhan. Ett par dagar efter detta beslutades att begränsa inresandet från Kina och sätta inresande i två veckors karantän. Den 6 februari dog en amerikansk medborgare på ett sjukhus i Wuhan.[källa behövs] Det första dödsfallet på amerikansk mark skedde den 29 februari i delstaten Washington. Under slutet av februari kunde även fyra olika patienter identifierats som inte nyligen rest från någon av de starkt smittodrabbade områdena i världen, vilket tyder på att smitta mellan människor kan ha skett i USA.
Den 11 mars 2020 var USA uppe i 1 300 konstaterade fall, vilket motsvarar fyra personer per en miljon invånare. Samma kväll höll Trump ett tal till nationen från Ovala rummet. Han beslutade om inreseförbud från Europa, undantag Storbritannien, på grund av virusets stora spridning i Europa. Inreseförbudet började gälla natten mot den 13 mars och löper i 30 dagar. Han beslutade även om flera ekonomiska åtgärder för att minska oron på marknaden, såsom sjuklön, att försäkringsbolag täcker kostnaden för tester samt räntefri och avgiftsfri uppskjutning av skatteinbetalningar för privatpersoner och företag som drabbas ekonomiskt av viruset.

#### Utnämningar till Högsta domstolen
Trump nominerade följande personer till USA:s högsta domstol:
- Neil Gorsuch, domare. Nominerad den 30 januari 2017. Godkänd av senaten den 7 april 2017.[94]
- Brett Kavanaugh, domare. Nominerad den 9 juli 2018.[158] Godkänd av senaten den 6 oktober 2018.[159]
- Amy Coney Barrett. Nominerad den 26 september 2020. Godkänd av senaten den 27 oktober 2020.

#### Nyhetsrapportering

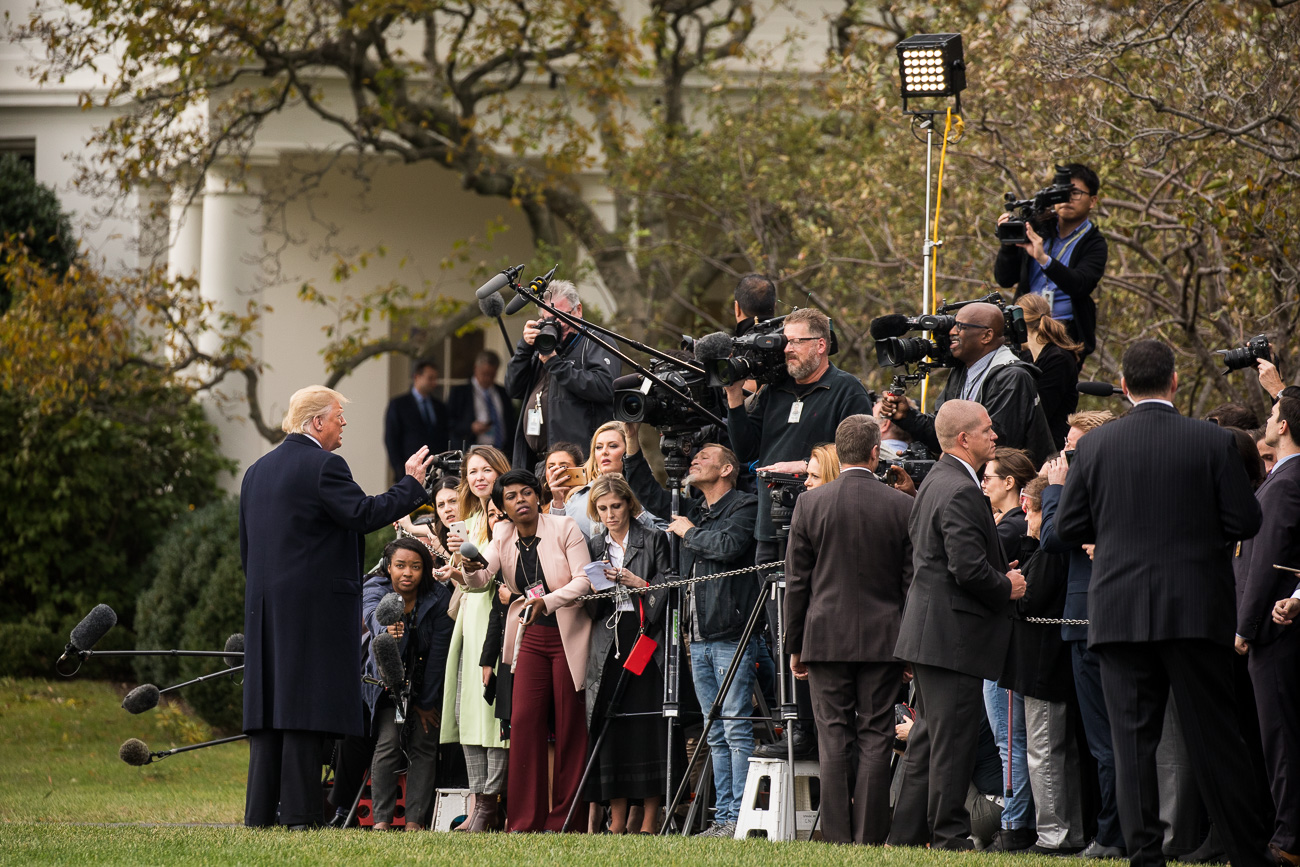
Trump samtalar med journalister utanför Vita huset den 2 november 2018.

Trump var redan under presidentkampanjen 2016 kritisk mot vissa amerikanska nyhetsmedier som han menade tillhör "etablissemanget" och driver en politisk agenda mot honom. I detta sammanhang kan konstateras att bland USA:s 100 största nyhetstidningar gav 57 stycken sitt officiella stöd till demokraternas presidentkandidat Hillary Clinton och enbart två (Las Vegas Review-Journal och Florida-Times Union) gav sitt officiella stöd till Trump. USA:s största nyhetstidning USA Today gav för första gången någonsin sitt stöd till en presidentkandidat då de avrådde sina läsare från att rösta för Trump. Trumps kritik mot en del nyhetsmedier har fortsatt sedan tillträdet som president. Han har varit kritisk mot orättvis och osann rapportering ("Fake News", 'Falska nyheter', enligt honom själv) och beskrivit bland andra NBC, CNN och New York Times som "folkets fiender" på grund av sådan rapportering.
Den 11 januari 2017 nekade Trump en reporter från CNN att ställa en fråga och kallade tidningen för "falska nyheter". Han kallade även Buzzfeed för en "misslyckad skräphög". Detta hade sin bakgrund i att CNN kvällen innan presskonferensen publicerat obekräftade uppgifter, hämtade från Buzzfeed, om en läckt hemlighetsstämplad rapport i vilken det hävdas att Rysslands regering har komprometterande uppgifter om Trump gällande hans ekonomi och privatliv. I efterhand visade det sig att informationen och rapporten som spridits från Buzzfeed via CNN var falsk. Vid ett tillfälle den 24 februari 2017 nekades även bland andra CNN och BuzzFeed tillträde till en pressträff med Vita husets pressekreterare Sean Spicer. Detta beslut fick även Associated Press och TIME att bojkotta samma pressträff. Nyhetsbyrån Reuters och andra nyhetsmedier såsom NBC, ABC, FOX, Washington Post och Bloomberg var emellertid inbjudna och deltog vid pressträffen.
Kvällen den 17 januari 2018 tillkännagav Trump via Twitter sina vinnare av Fake News Awards, ett pris han hittat på för att påvisa några exempel på osann rapportering om honom. Förstapris gick till ekonomen Paul Krugman, som i en krönika i New York Times samma kväll som Trumps seger i presidentvalet 2016 hävdade att Trumps seger skulle få börserna att störtdyka, vara förödande för USA:s ekonomi och att ekonomin "aldrig" skulle återhämta sig. Andra vinnare var bland andra CNN, för att ha rapporterat att Trump och hans son Donald Trump Jr. ska ha haft tillgång till hackade Wikileaks-dokument, TIME, för att efter Trumps presidentinstallation den 20 januari 2017 ha rapporterat att Trump ska ha avlägsnat en byst föreställande Martin Luther King Jr. från Ovala rummet och Newsweek, för att ha rapporterat att den polska presidentfrun Agata Kornhauser-Duda ska ha vägrat att skaka hand med Trump.
I flera forskningsstudier har konstaterats att en klar majoritet av all rapportering om Trump i nyhetsmedier har ett negativt narrativ. The Media Research Center fann i en studie över rapporteringen om Trump mellan den 1 januari 2018 och den 30 april 2018 att 90 procent av kvällsrapporteringen hos nyhetsmedierna ABC, CBS och NBC var negativ.

### Utrikespolitik

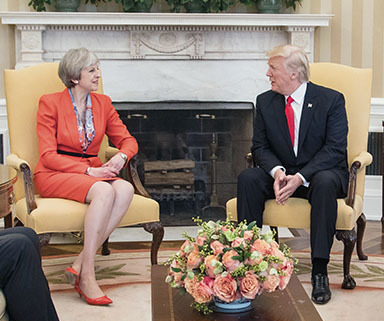
Theresa May och Donald Trump i Ovala rummet den 27 januari 2017.

Den 27 januari 2017 blev Storbritanniens premiärminister Theresa May den första internationella ledare att möta Trump i Vita huset för att diskutera samarbete. Under de första 100 dagarna som president hade Trump även möten i Vita huset med politiska ledare från länderna Jordanien, Japan, Kanada, Israel, Peru, Saudiarabien, Irland, Tyskland, Irak, Danmark, Egypten, Kina, Italien och Argentina. Trumps första officiella möte med Sveriges statsminister Stefan Löfven ägde rum den 6 mars 2018 i Vita huset.
Trumps utrikespolitik kännetecknas av den statsvetenskapliga skolan realism, med fokus på USA:s egenintressen (”America First”) och bland annat ökad försvarsbudget för att främja en fred genom styrka-strategi.

#### Internationell handel
Trump nådde ett nytt frihandelsavtal med Mexiko den 27 augusti 2018, som innebar ett flertal förändringar i det tidigare NAFTA-avtalet. Nyheter var bland annat avtalade minimilönenivåer för arbetare samt att bildelar till 75 procent ska tillverkas inom länderna, detta för att främja ländernas bilindustri. Efter förhandlingar anslöt sig även Kanada till det nya avtalet den 1 oktober 2018, vilket innebar att NAFTA ersattes helt av det nya avtalet kallat United States–Mexico–Canada Agreement (USMCA).
Under presidentkampanjen 2016 var Trump starkt kritisk mot USA:s handelsrelation med Kina. Sedan Trumps tillträde har han bedrivit ett handelskrig med Kina, där länderna infört ökade importtullar på varandras varor.

#### Syrienkonflikten

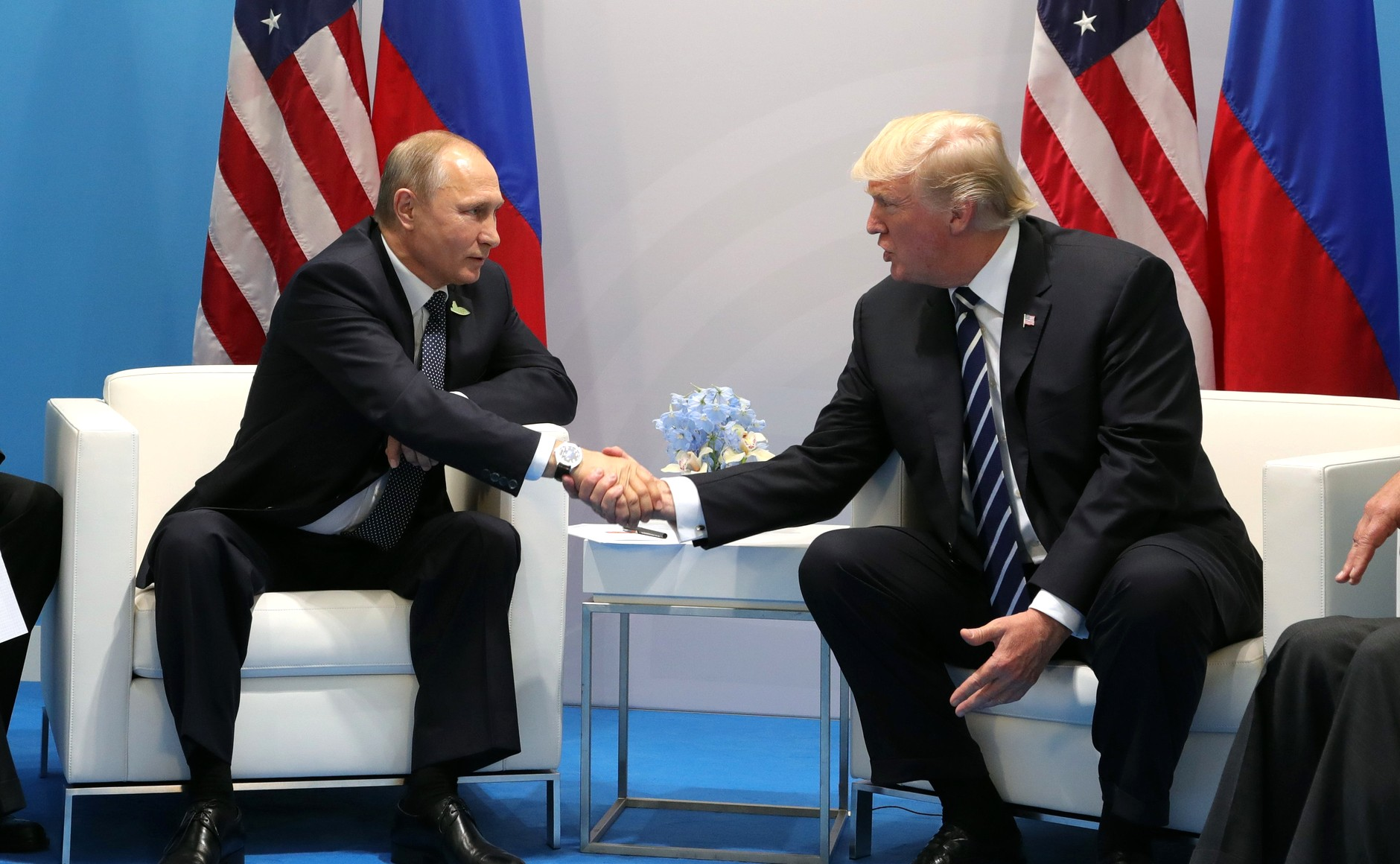
Trump skakar hand med Vladimir Putin den 7 juli 2017 i Hamburg.

Den 7 april 2017 beordrade Trump en missilattack på en syrisk flygbas i Shayrat. Missilattacken var ett svar på Bashar al-Assads användning av kemiska vapen den 4 april i Syriska inbördeskriget. Den 13 april 2017 bombades ett tunnelsystem som tillhörde Islamiska staten i Afghanistan. Bomben som användes var den största konventionella bomb som använts. I samband med G20-mötet i Hamburg i Tyskland i juli 2017 höll Trump den 7 juli sitt första möte med den ryska presidenten Vladimir Putin. Under detta möte beslutades bland annat om vapenvila i Syrien.
Kvällen den 13 april 2018 beordrade Trump, med stöd av Emmanuel Macron och Theresa May, flera missilattacker mot mål i den syriska huvudstaden Damaskus. Detta var ett svar på att Bashar al-Assad använt kemvapen mot sin egen befolkning ett par dagar tidigare.
I december 2018 förklarade Trump att ISIS besegrats och att USA ska förbereda sig för att ta hem sina trupper från Syrien.

#### Somalia
Trump intensiverade det bestående drönarekriget i Somalia. Under Trumps presidentskap genomfördes fler drönareattacken i Somalia än under Barack Obama och George W. Bush tillsammans.

#### Iranavtalet
Den 8 maj 2018 meddelade Trump beslutet att USA drar sig ur Iranavtalet och inför ekonomiska sanktioner mot Iran. Avtalet slöts 2015 under Barack Obamas presidentskap och innebar huvudsakligen att USA med flera (Frankrike, Tyskland, Storbritannien, Kina och Ryssland) lyfte sina sanktioner mot Iran i utbyte mot att den iranska regeringen avvecklade sitt kärnkraftsprogram. Trumps menade att Iran brutit mot avtalet och fortsatt försöker utveckla kärnvapen, vilket bland annat underrättelserapporter från Israel pekar på.

#### USA:s ambassad i Israel
USA förband sig att erkänna Jerusalem som Israels huvudstad i lagen Jerusalem Embassy Act, som röstades igenom 1995 av USA:s kongress. Tillkännagivandet har dock skjutits upp två gånger per år med hänvisning till USA:s nationella säkerhet. Den 6 december 2017 meddelade Trump i ett tal att han inte skjuter upp tillkännagivandet utan att USA nu erkänner Jerusalem som Israels huvudstad och ska börja planera för att flytta sin ambassad från Tel Aviv till Jerusalem. Ett par dagar efter detta tilldelades Trump utmärkelsen ”Friends of Zion” av The Friends of Zion Museum för att ha stått upp för Israel och det judiska folket. USA:s ambassad i Jerusalem invigdes den 14 maj 2018, på 70-årsdagen för Israels självständighetsförklaring 1948. Trump närvarande inte vid ceremonin, men bland andra Jared Kushner, Ivanka Trump och finansminister Steven Mnuchin var på plats som representanter för Trumpadministrationen.
Beslutet att flytta ambassaden har brett stöd bland både republikaner och demokrater. I samband med ingivningen gav bland annat den demokratiske minoritetsledaren Chuck Schumer ett offentligt uttalande till stöd för Trumps beslut. Samtidigt har beslutet lett till diplomatiska fördömanden.
Den 25 mars 2019 beslutade Trump att USA formellt erkänner Golanhöjderna som israelisk mark.

#### Nordkorea
Nordkorea utförde sitt första kärnvapentest i oktober 2006. Nordkoreas kärnvapenprogram har eskalerat sedan dess och under 2017 eskalerade situationen till ett allt större utrikespolitiskt problem för USA och det internationella samfundet efter att Nordkorea utfört flera kärnvapentest under kort tid.
Särskilt under 2017 riktade Trump ett flertal gånger skarp kritik mot Nordkoreas högste ledare Kim Jong-Un via Twitter. I augusti 2017 underströk han bland annat att om Nordkorea fortsätter med sina provokationer kommer USA att svara med "... eld och raseri på ett sätt som världen aldrig skådat". I sitt första tal inför FN:s generalförsamling den 19 september 2017 påpekade han att Nordkorea omgående måste sluta med sina kärnvapentester annars kommer USA inte ha något annat val än att ingripa och förgöra regimen. Kritik riktades mot Trumps tal, bland andra Sveriges statsminister Stefan Löfven och utrikesminister Margot Wallström menade att talet var över gränsen och inte bra för utvecklingen av konflikten. Trump har även varit kritisk mot Kinas relation till Nordkorea, vilket fått Kina att införa hårdare sanktioner mot Nordkorea och stoppa en större andel av handeln med Nordkorea. Den 20 november 2017 beslutade Trump att lägga tillbaka Nordkorea på USA:s lista över länder som stöder terrorism, en lista som landet hade varit borttaget ifrån sedan 2008.
I januari 2018 inleddes samtal mellan Nordkorea och Sydkorea. Sydkoreas president Moon Jae-in tackade Trump för det tryck som han satt på Nordkorea med sin retorik och tydliga hållning, som han menade var en orsak till att samtalen mellan länderna kom till stånd. Under påskhelgen 2018 fick Mike Pompeo (då nominerad som USA:s utrikesminister) uppdraget att besöka Nordkorea och Kim Jong-Un för att diskutera situationen. Den 27 april 2018 ägde ett historiskt möte mellan de två koreanska ledarna rum där de träffades för första gången. Under mötet skrevs Panmunjom Declaration under, vilket är ett avtal där de två länderna bland annat förband sig till ett gemensamt mål om fullständig nedrustning av kärnvapen samt att senare under 2018 underteckna ett permanent fredsavtal för Koreakriget. Efter detta framförde Sydkoreas president att han anser att Trump borde få Nobels fredspris för sin betydande insats i att föra Nord- och Sydkorea närmare varandra. Den 2 maj 2018 skickade 18 republikaner, efter initiativ av Luke Messer, in en formell fredsprisnominering av Trump. Motiveringen löd att Trumps fred genom styrka-politik visat sig framgångsrik och att han enat det internationella samfundet, inklusive Kina, i att åstadkomma de historiskt mest framgångsrika sanktionerna mot Nordkorea.
Efter påtryckningar från Trumpadministrationen släpptes den 9 maj 2018 de tre amerikanska medborgarna Kim Dong-Chul, Kim Hak-Song och Kim Sang-Duk från fängelse i Nordkorea, där de suttit anklagade för spioneri och "fientliga handlingar". Trump och hustrun Melania Trump mötte upp dem när de landade på en militärflygplats i Maryland natten den 10 maj.
Ett toppmöte mellan president Trump och Nordkoreas högste ledare Kim Jong-Un ägde rum den 12 juni 2018 i Singapore. Mötet var det första någonsin mellan en amerikansk president och en nordkoreansk ledare. I samband med mötet signerades en överenskommelse om kärnvapennedrustning på Koreahalvön. Ytterligare ett möte ägde rum den 26-27 februari 2019 i Hanoi i Vietnam, denna gång utan att något avtal signerades.

#### Första utlandsresan

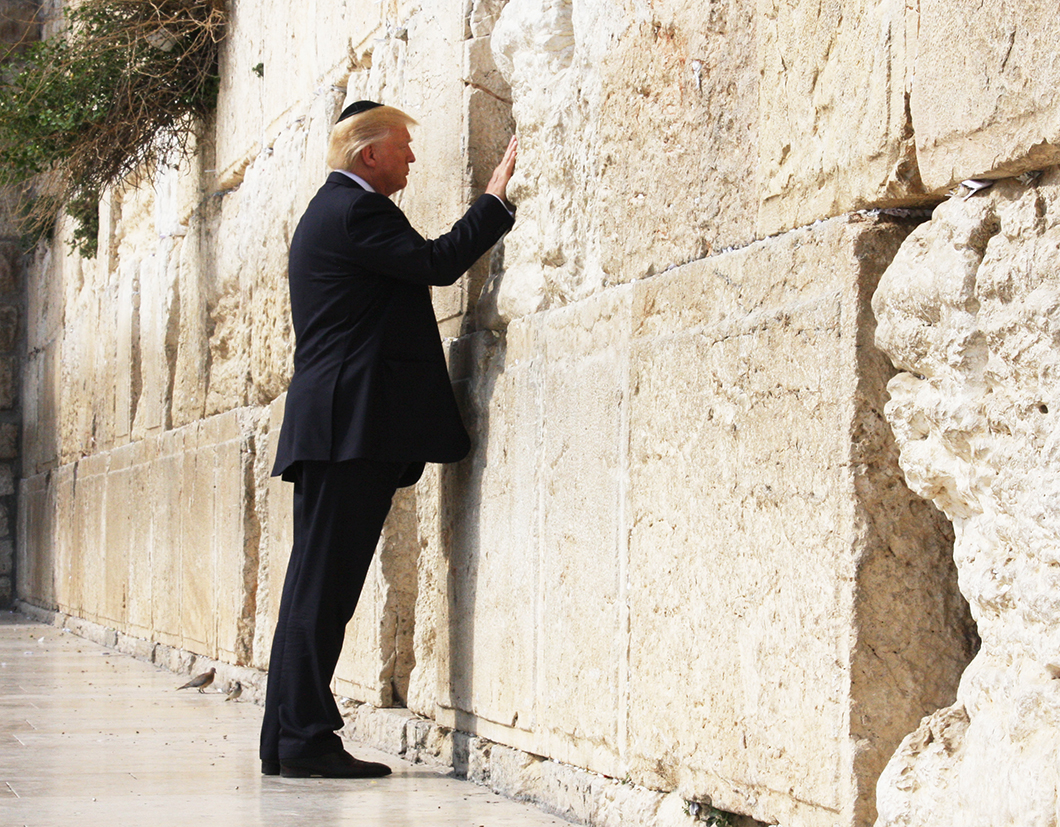
Den 22 maj 2017 blev Trump den första sittande amerikanska presidenten att besöka Västra muren i Jerusalem.

Mellan den 20–27 maj 2017 genomförde presidentparet Trump sin första utlandsresa under ämbetstiden. Presidentparets första besöksplats var Riyadh i Saudiarabien, där de mottogs av Saudiarabiens kung Salman bin Abdul Aziz. Under välkomstceremonin tilldelades Trump kung Abdulaziz-medaljen, som är landets högsta civila utmärkelse och som även hans företrädare Barack Obama tilldelades 2009. Den 21 maj höll Trump flera bilaterala möten och ett större gemensamt möte med ledare från länderna runt Persiska viken. Trump undertecknade även ett vapenavtal värt 110 miljarder dollar, det största vapenavtalet genom tiderna. Den 22 maj reste presidentparet Trump vidare till Israel för möten med Israels president Reuven Rivlin och premiärminister Benjamin Netanyahu. Under besöket i Israel blev Trump den första sittande amerikanska presidenten att besöka Västra muren i Jerusalem. Trump hade även möten med Palestinska myndighetens president Mahmoud Abbas samt besökte påve Franciskus i Vatikanstaten. Den 25 maj deltog Trump vid NATO-toppmötet i Bryssel, där han under sitt tal särskilt lyfte fram hur majoriteten av NATO-länderna bör utöka sina försvarsbudgetar för att nå upp till kravet om två procent av BNP. Detta mot bakgrund av hur enbart fem länder (USA, Grekland, Storbritannien, Polen och Estland) hade nått upp till det kravet 2016. Den första utlandsresan avslutades med G7-toppmötet i Taormina i Italien mellan den 26–27 maj 2017.

## Utredningen om kopplingar till Ryssland

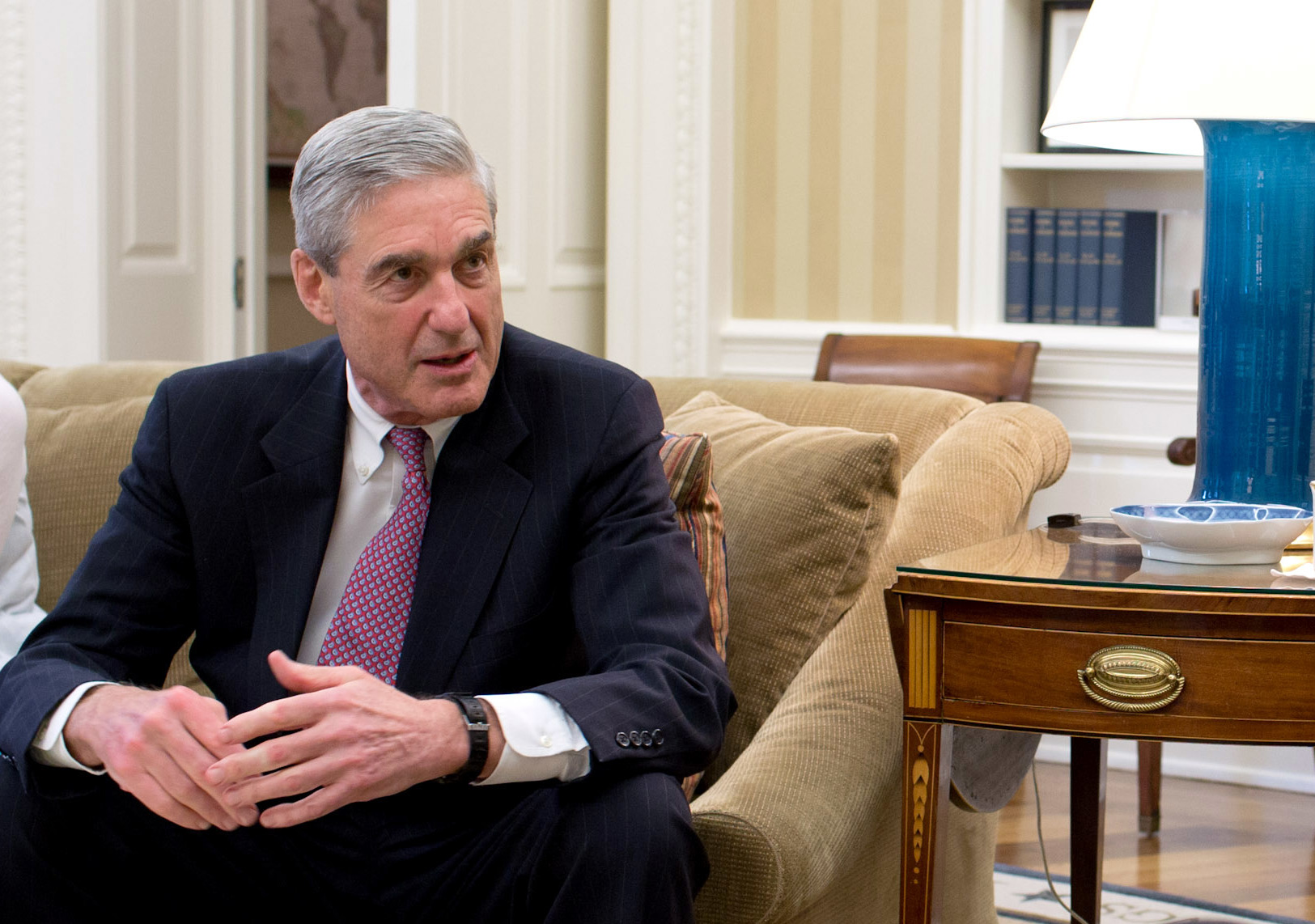
Robert Mueller, den 20 juli 2012 under Obamas presidentskap, då han var FBI-chef.

Tjänstemän hos USA:s underrättelsetjänster uttalade under vintern 2016 att de har "starkt förtroende" för bevisen att den ryska regeringen ska ha blandat sig i det presidentvalet 2016 för att se till att Trump skulle vinna valet, och att Trumps medarbetare under presidentvalskampanjen varit i kontakt med tjänstemän från ryska regeringen både före och efter valet.
I maj 2017 tillsatte därför USA:s justitiedepartement den republikanskt tillsatte Robert Mueller som specialåklagare för att utreda "alla kopplingar och/eller koordination mellan den ryska regeringen och personer som var delaktiga i President Donald Trumps presidentvalskampanj, och allting som kan kommer eller kan komma direkt från den utredningen". Mueller ansågs ha starkt förtroende över partigränserna och utredningen stöttades av Demokraterna.
Efter närmare två års utredning, var Muellers rapport klar i mars 2019. Bevis om kontakter med Ryssland hittades inte. Däremot ansåg justitieminister William Barr att det stod klart att Ryssland försökt påverka valet, och åtal väcktes mot tiotals personer på basen av utredningen.

## Riksrätter
Sommaren 2019 åtalades Donald Trump av Representanthuset för att ha hållit inne med militärt bistånd till Ukraina i syfte att få Ukrainas president, Volodymyr Zelenskyj, att inleda en utredning mot Joe Biden och dennes son, Hunter Biden. Vita Huset har vägrade att samarbeta med representanthuset i riksrättutredningen. En riksrätt inleddes i Senaten, i vilken Trump frikändes av den republikanska majoriteten.
Representanthuset beslöt om en ny riksrätt mot Donald Trump den 13 januari 2021. Han ställdes därmed för andra gången inför riksrätt, denna gång på basis av anklagelser om hans roll i stormningen av Kapitolium den 6 januari 2021. Beslutet fattades endast en vecka före Trumps sista dag i ämbetet den 20 januari 2021, efter att ha förlorat presidentvalet i november 2020 mot Joe Biden efter en enda ämbetsperiod.

## Fotnoter
1. ↑  Officiellt namn Joint Comprehensive Plan of Action.
2. ↑  Nordkoreas högste ledare Kim Jong-Un och Sydkoreas president Moon Jae-in.
3. ↑  Officiellt namn The Panmunjom Declaration for Peace, Prosperity and Unification of the Korean Peninsula.

### Engelska originalcitat
1. ↑  You could put half of Trump's supporters into what I call the basket of deplorables. Right? The racist, sexist, homophobic, xenophobic, Islamaphobic -- you name it. And unfortunately there are people like that. And he has lifted them up.
2. ↑  It really does now look like President Donald J. Trump, and markets are plunging. ... If the question is when markets might recover, a first-pass answer is never. [...] So we are very probably looking at a global recession, with no end in sight. ... [O]n economics, as on everything else, a terrible thing has just happened.
3. ↑  If NKorea escalates nuclear threat, they will be met with fire and fury like the world has never seen.
4. ↑  The United States has great strength and patience, but if it is forced to defend itself or its allies, we will have no choice but to totally destroy North Korea. Rocket Man (Kim Jong-Un) is on a suicide mission for himself. If the righteous many do not confront the wicked few, then evil will triumph.
5. ↑  I think President Trump deserves big credit for bringing about the inter-Korean talks.
6. ↑  President Trump should win the Nobel Peace Prize. What we need is only peace.